# هیستوسیت
هیستیوسیت‌ها ماکروفاژهای موجود در بافت پیوندی هستند. آن‌ها سلول‌های جانوری هستند که بخشی از دستگاه فاگوسیت تک‌هسته‌ای را تشکیل می‌دهند. دستگاه فاگوسیت تک‌هسته‌ای بخشی از سیستم ایمنی موجود زنده است. هیستیوسیت‌ها درشت خوارهای بافتی یا سلول‌های دندریتیک هستند. (هیستیو به معنی بافت و سیت به معنای سلول)

## واژگان
هیستیوسیت‌ها از سلول‌های بنیادی موجود در مغز استخوان نشات می‌گیرند. سلول‌های ایجاد شده به عنوان مونوسیت به خون مهاجرت می‌کنند.
آن‌ها پس از گردش در بدن و ورود به اندام‌های مختلف، در بافت‌ها به هیستیوسیت تمایز پیدا می‌کنند.
اگرچه در گذشته نام هیستیوسیت برای تعدادی از سلول‌ها به کار می‌رفت که حتی برخی از آن‌ها در چرخه ماکروفاژ وجود نداشتند.
بعضی منابع مشتقات سلول‌های لانگرهانس را نیز هیستیوسیت می‌نامند.

## ریخت‌شناسی و گوناگونی
هیستیوسیت‌ها به‌طور مشترک سلول‌های بافتی و ایمنی هستند. سیتوپلاسم آن‌ها ائوزینی و دارای مقادیر گوناگونی از لیزوزوم است.
غشا آن‌ها دارای گیرنده برای اپسونین است. مانند پادتن جی

### سلول‌های ماکروفاژ و دندریتی
این هیستیوسیت‌ها بخشی از سیستم ایمنی هستند که دارای دو عمل مجزای فاگوسیتوز (ذره خواری) و ارائه آنتی ژن می‌باشند.
فاگوسیتوز عمل اصلی ماکروفاژها و ارائه آنتی ژن ویژگی اصلی سلولهای دندریتیک است.
- ماکروفاژها در اندازه و ریخت‌شناسی بسیار گوناگون هستند. سیتوپلاسم آن‌ها دارای مقادیری اسید فسفاتاز و لیزوزوم لادِن می‌باشد.
- سلول‌های دندریتیک دارای یک هسته لوبیایی شکل و سیتوپلاسم همراه با دندریت هستند. عمل اصلی آن‌ها ارائه آنتی ژن است. آن‌ها پادگن گلبول سفید انسانی و فاکتور سیزده را بیان می‌کنند.

### سلول‌های لانگرهانس
زیرمجموعه‌ای از این سلول‌ها به سلول‌های لانگرهانس تمایز پیدا می‌کنند. این بلوغ در زیر مجموعه‌ای از سلول‌های تمایز به سلول‌های لانگرهانس؛ این بلوغ در اپیتلیوم سنگفرشی، غدد لنفاوی، طحال و اپی تلیوم تنفسی رخ می‌دهد. سلولهای لانگرهانس سلولهای ارائه دهنده آنتی ژن هستند، اما تمایز بیشتر پیدا کرده‌اند.

## اختلالات
هیستیوسیت‌ها بر اثر تکثیر بیش از حد موجب ایجاد نئوپلاسم می‌شوند.
رایج‌ترین اختلالات هیستیوسیت، هیستیوسیتوز سلول‌های لانگرهانس (LCH) است.